# Assassinat de Jorge Eliécer Gaitán
L'assassinat de Jorge Eliécer Gaitán a lieu le 9 avril 1948 à Bogota. L'homme politique colombien, candidat du parti libéral à la présidentielle de 1950, est tué par balle en sortant de son bureau alors qu'il se rendait à une invitation du libéral Plinio Mendoza Neira. L'assassin de Gaitán, Juan Roa Sierra, qui parvient à s'échapper dans un premier temps, est finalement tué par une foule en colère, empêchant de connaître les motivations qui l'ont poussé à commettre cet acte. Bien que plusieurs théories existent, les commanditaires de ce crime restent toujours inconnus. À la suite de cet assassinat, une insurrection armée, appelée Bogotazo, éclate. Cette période de troubles est le premier épisode de La Violencia.

## Protagonistes

### Jorge Eliécer Gaitán
Jorge Eliécer Gaitán Ayala est un homme politique colombien, issu de la classe moyenne et très populaire en son temps. Il se lance très tôt dans la politique, défendant la candidature de Guillermo Valencia lors de l'élection présidentielle de 1918. Par la suite, il dénonce en 1929 les évènements et les injustices commises à Ciénaga lors du massacre des bananeraies. Après avoir rompu avec le Parti libéral et créé l'Unión Nacional Izquierdista Revolucionaria en 1933, il réintègre le Parti libéral en 1935. Il occupe ensuite différents postes, notamment ceux de maire de Bogota, ministre de l’Éducation nationale et ministre du Travail. Un temps dissident du Parti libéral colombien, il en devient le leader en 1947 après avoir échoué à l'élection présidentielle de 1946. Gaitán, qui est très proche des classes moyennes et aux faibles revenus, est l’un des premiers en Colombie à parler de politique sociale, souhaitant notamment démocratiser la culture, nationaliser l’enseignement et améliorer les conditions de travail des ouvriers. Le 24 octobre 1947, les membres libéraux du Congrès proclament Jorge Eliécer Gaitán comme étant leur candidat officiel pour les élections présidentielles de 1950.

### Juan Roa Sierra
Juan Roa Sierra est le dernier des quatorze enfants de Rafael Roa, un maçon mort d'une maladie respiratoire à cause de son travail, et d'Encarnación Sierra. Au moment des faits, il vit avec sa mère dans le barrio Ricaurte. Il est décrit par certaines personnes de son entourage comme étant paresseux, rêveur, très réservé et calme.

## Assassinat
Le 9 avril 1948, à 13 h 05, Jorge Eliécer Gaitán est assassiné à la sortie de son bureau. Alors qu'il se rendait à une invitation du libéral Plinio Mendoza Neira, accompagné de trois de ses amis, Jorge Padilla, Alejandro Vallejo et Pedro Eliseo Cruz, un jeune homme du nom de Juan Roa Sierra tire trois fois sur l'homme politique. Une des balles perce les poumons de Gaitán tandis qu'une autre se loge à la base de son crâne. Emmené d'urgence par un taxi à la Clínica Central, il meurt aux environs de 14 h 00, alors que son ami et médecin Pedro Eliseo Cruz s'apprête à lui pratiquer une transfusion de sang. Après avoir tiré un quatrième coup en l'air, Roa Sierra s'échappe mais est capturé un peu plus loin par un policier, Carlos Alberto Jiménez Díaz, qui lui demande : « Dis-moi qui t'a donné l'ordre de tuer sinon tu seras lynché par le peuple ». Alors que le policier s'était enfermé avec le meurtrier dans une boutique, plusieurs personnes défoncent la porte, s'emparent de Roa Sierra et le frappent à mort, son corps étant ensuite traîné le long de la Carrera Séptima jusqu'à la place présidentielle. La mort de Juan Roa Sierra, tué par une foule en colère, empêche cependant de connaître les motivations qui l'ont poussé à commettre cet acte.

## Arme du crime
Selon deux collègues de Roa, les frères Luis Enrique et Jose Ignacio Rincón, le jeune homme aurait acheté l'arme qui a servi à assassiner Gaitán pour 75 pesos, prétextant en avoir besoin pour un voyage avec des étrangers à la recherche de trésors enfouis.
Si deux des balles qui ont mis fin à la vie de Gaitán sont récupérées lors de l'autopsie réalisée initialement à la Clínica Central, il faut attendre l'exhumation de son corps en juin 1960 pour trouver la troisième.

## Théories
Aujourd'hui encore, les commanditaires de ce crime restent inconnus. Gaitán avait de nombreux ennemis tels que l'oligarchie colombienne, présente aussi bien au sein du Parti conservateur que de son propre parti, et qu'il n'a jamais cessé de dénoncer, le Parti communiste qui voyait en lui un adversaire d'autant plus dangereux qu'il était populaire. Il a également été dit que la CIA était impliquée dans son assassinat car elle ne souhaitait pas que Gaitán puisse mettre ses réformes sociales en place, ce qui aurait nui aux intérêts des compagnies bananières américaines telles que la United Fruit Company. Le doute demeure sur son implication, la CIA ayant détruit en 1972 tous les documents qu'elle avait sur lui.

## Conséquences
Selon de nombreuses spéculations, Gaitán aurait été vraisemblablement élu président de la République s'il n'avait pas été assassiné le 9 avril 1948. À la suite de cet assassinat, une insurrection armée, appelée Bogotazo, éclate. Cette période de troubles est le premier épisode de La Violencia. Gaitán, qui s'opposait à l'usage de la violence, était déterminé à poursuivre la stratégie d'élire un gouvernement de gauche, reniant l'approche révolutionnaire communiste violente typique de la guerre froide. Son assassinat aboutit à une période de grande violence entre les conservateurs et les libéraux, facilitant également l'émergence de deux groupes de guérilla marxistes : les Forces armées révolutionnaires de Colombie (FARC) et l'Armée de libération nationale (ELN). D'après sa fille Gloria, Gaitán disait que si on l'assassinait, « l'oligarchie sait que le pays se soulèvera, et cela durera plus de 50 ans ». De fait, même si la violence en 2009 n'a plus l'intensité du début des années 1950, la Colombie n'a pas connu de paix stable depuis 60 ans.

### Ouvrages utilisés
- (en) Nathaniel Weyl, Red star over Cuba : the Russian assault on the Western Hemisphere, Devin-Adair, 1960, 222 p.

1. ↑  p. 18
2. ↑  p. 4-7
3. ↑  p. 4-21
4. ↑  p. 15-36

- (en) Richard E. Sharpless, Gaitan of Colombia : A Political Biography, University of Pittsburgh Pre, 1978, 240 p. (ISBN 978-0-8229-8467-2)

1. ↑  p. 154
2. 1 2  p. 260-262

### Autres références
1. 1 2 3 4  (es) « El perfil del asesino », Semana,‎ 8 avril 2006 (lire en ligne, consulté le 10 octobre 2016).
2. ↑  (es) Iván Marín Taborda, « Ficha bibliográfica : Jorge Eliécer Gaitán », Bibliothèque Luis Ángel Arango (consulté le 10 octobre 2016).
3. 1 2  (es) Jorge Serpa Erazo, « Asesinado de Gaitán »(Archive.org • Wikiwix • Archive.is • Google • Que faire ?), ColombiaLink (consulté le 13 novembre 2011)
4. ↑  (es) Víctor Diusabá Rojas, « Historia del revólver que se usó en el crimen de Jorge Eliécer Gaitán », El Tiempo,‎ 14 avril 2014 (lire en ligne, consulté le 10 octobre 2016).
5. ↑  (en) Anisseh van Engeland et Rachael M. Rudolph, From terrorism to politics, Ashgate Publishing, 2008, 217 p. (ISBN 978-0-7546-4990-8, présentation en ligne), p. 136
6. ↑  (en) « Jorge Eliécer Gaitán (1898-1948) », United fruit historical society, 2001 (consulté le 10 octobre 2016)
7. ↑  (es) Vladimir Gessen, « Crónica de un magnicidio », El Mundo, 20 avril 2007 (consulté le 10 octobre 2016)